# Манисаспор
«Манисаспор» (тур. Manisaspor) — турецкий футбольный клуб из города Маниса. В настоящее время выступает в Первой лиге Турции.

## История
Клуб был основан в 1931 году под названием «Сакарьяспор» и представлял провинцию Сакарья. В 1930-е годы клуб успешно выступал на региональном уровне, однако во время Второй мировой войны он прекратил своё существование. В 1946 году команда была сформирована вновь. В 1965 году Сакарьяспор переехал в Манису и поменял своё название на «Манисаспор». После переезда команда с переменным успехом выступала в Первой лиге, несколько раз вылетая во вторую, а сезон 1983—1984 «Манисаспор» провёл на любительском уровне. Такая ситуация продолжалась до начала XXI века. В 2001 году клуб, выступавший на тот момент времени во второй турецкой лиге, подписал спонсорский контракт с крупнейшей компанией Турции — «Zorlu Holding» и поменял название на «Вестел Манисаспор». Благодаря финансовым вливаниям холдинга, покупке новых футболистов, а также поддержке болельщиков клуба, «Манисаспор» за четыре года смог выйти в Турецкую Суперлигу. В высшем дивизионе Турции команда провела три сезона. В сезоне 2007—2008 «Манисаспор» с 29 очками занял 16 место и вылетел в Первую лигу. После того, как по ряду причин компания «Zorlu Holding» отказалась от спонсорского контракта с командой, клуб вернул себе старое название — «Манисаспор». В сезоне 2008—2009 клуб занял первое место в Первой лиге и получил право на выступление в Суперлиге Турции.

## Названия
- 1931—1965 — «Сакарьяспор»
- 1965—2001 — «Манисаспор»
- 2001—2008 — «Вестел Манисаспор»
- 2008—н. в. — «Манисаспор»

## Выступления в лигах
- Турецкая Суперлига: 2005—2008, 2009—2012.
- Первая лига: 1964—1978, 1980—1983, 1985—1986, 1991—1993, 1994—1995, 2002—2005, 2008—2009, 2012—н. в.
- Вторая лига: 1978—1980, 1984—1985, 1986—1991, 1993—1994, 1995—2001.
- Любительская лига: 1983—1984.

## Достижения
- Наивысшее место в чемпионатах Турции — 12 место (сезоны 2005/06, 2006/07).

## Текущий состав
| №  |                   | Поз. | Имя              | Год рождения |
| -- | ----------------- | ---- | ---------------- | ------------ |
| 1  | Флаг Турции       | Вр   | Мурат Демир      | 1995         |
| 4  | Флаг Турции       | Защ  | Эрди Онер        | 1986         |
| 7  | Флаг Турции       | ПЗ   | Дженк Йылмаз     | 1993         |
| 8  | Флаг Турции       | ПЗ   | Метин Юксель     | 1990         |
| 9  | Флаг Азербайджана | Нап  | Бранимир Субашич | 1982         |
| 10 | Флаг Сербии       | ПЗ   | Ненад Милияш     | 1983         |
| 11 | Флаг Турции       | Нап  | Гёкдениз Варол   | 1995         |
| 12 | Флаг Турции       | Вр   | Эмре Яваш        | 1997         |
| 13 | Флаг Сербии       | Защ  | Никола Микич     | 1985         |
| 14 | Флаг Турции       | ПЗ   | Зеки Синаноглу   | 1993         |
| 17 | Флаг Турции       | Нап  | Исмаил Кёсе      | 1996         |
| 19 | Флаг Турции       | ПЗ   | Хакан Барыш      | 1994         |
| 20 | Флаг Турции       | ПЗ   | Огузхан Каяр     | 1995         |
| 22 | Флаг Турции       | Защ  | Али Окур         | 1993         |

| №  |             | Поз. | Имя               | Год рождения |
| -- | ----------- | ---- | ----------------- | ------------ |
| 23 | Флаг Турции | ПЗ   | Барбарос Барут    | 1983         |
| 24 | Флаг Турции | Вр   | Ихсан Пойраз      | 1988         |
| 29 | Флаг Турции | Защ  | Юмит Арслан       | 1993         |
| 45 | Флаг Турции | ПЗ   | Хакан Туран       | 1992         |
| 52 | Флаг Турции | Защ  | Джанберк Дилавер  | 1993         |
| 66 | Флаг Турции | ПЗ   | Гёкхан Саздаги    | 1994         |
| 70 | Флаг Турции | ПЗ   | Каан Ашназ        | 1995         |
| 91 | Флаг Турции | Защ  | Мелих Сенджан     | 1995         |
| 95 | Флаг Турции | Нап  | Гёкай Тундж       | 1995         |
| 97 | Флаг Турции | Нап  | Огузхан Палаз     | 1997         |
| 98 | Флаг Турции | Вр   | Ягызджан Акъюрек  | 1998         |
| 99 | Флаг Турции | Вр   | Байрам Олгун      | 1990         |
|    | Флаг Турции | ПЗ   | Бурак Джан Балджи | 1994         |